# Attagenus astacurus
Attagenus astacurus es una especie de coleóptero de la familia Dermestidae.

## Distribución geográfica
Habita en Argelia y el Sahara Central.